# Chaetodon auripes
Chaetodon auripes Jordan & Snyder, 1901 conosciuto anche con il nome di pesce farfalla orientale, è un pesce d'acqua salata appartenente alla famiglia dei Chaetodontidae.

## Descrizione
Presenta un corpo ovale, di colore giallo acceso, fortemente compresso ai fianchi. Il muso è allungato, ed è l'unica parte del corpo ad essere di colore nero, oltre una piccola parte bianca dietro gli occhi. La pinna dorsale copre tutto il dorso. Può raggiungere la lunghezza massima di 20 cm.
Vive vicino alle coste del Giappone meridionale e di Taiwan, nutrendosi di alghe e piccoli invertebrati.